# Tyrannochelifer floridanus
Tyrannochelifer floridanus es una especie de arácnido del orden Pseudoscorpionida de la familia Cheliferidae.

## Distribución geográfica
Se encuentra en Florida y la República Dominicana.